# Vito Fossella
Vito John Fossella, Jr. (New York, 9 marzo 1965) è un politico statunitense, membro della Camera dei Rappresentanti per lo stato di New York dal 1997 al 2009.

## Biografia
Di origini italiane e irlandesi, Fossella nacque a Staten Island e crebbe in una famiglia molto attiva politicamente: il suo bisnonno James A. O'Leary era stato deputato alla Camera dei Rappresentanti negli anni trenta e quaranta, suo zio Frank Fossella era membro del consiglio comunale di New York e suo padre Vito John ricoprì svariate posizioni in diverse amministrazioni comunali della città. Tuttavia al contrario della sua famiglia, che era schierata con il Partito Democratico, Fossella aderì da giovane al Partito Repubblicano e nel 1994 venne eletto consigliere comunale di New York.
Nel 1997 Fossella decise di candidarsi alla Camera, in un'elezione speciale per assegnare il seggio lasciato vacante da Susan Molinari e riuscì a vincere. L'anno successivo gli elettori gli conferirono un mandato intero e poi fu riconfermato altre quattro volte. Nel 2002 si è fatto promotore di una risoluzione, con cui l'italiano Antonio Meucci viene ufficialmente riconosciuto come il vero inventore del telefono. 2008 si ricandidò nuovamente, ma durante la campagna elettorale venne arrestato ad Alexandria con l'accusa di guida in stato di ebbrezza; una settimana dopo fu rivelato che Fossella aveva avuto una relazione extraconiugale con Laura Fay, un tenente colonnello dell'Air Force, dalla quale era nata una figlia. Per via dello scandalo, Fossella si vide costretto a ritirare la propria candidatura, ma decise di portare a termine il mandato corrente.
A livello ideologico, durante la permanenza al Congresso, Fossella si contraddistinse per le sue posizioni conservatrici, molto distanti dagli standard moderati dello stato di New York.